# Gergas
Gergas is een bestuurslaag in het regentschap Langkat van de provincie Noord-Sumatra, Indonesië. Gergas telt 1200 inwoners (volkstelling 2010).